# Стрийське староство
Стрийське староство - адміністративна одиниця у складі Перемишльської землі Руського воєводства Королівства Польського у 1434-1772 роках із центром у Стрию.

## Стрийські старости
- Закліка Тарло з Щекаревиць (1431—1465);
- Юрша з Ходороставу (1469);
- Ян Оссолінський (1472—1482);
- Фелікс з Панева (до 1488);
- Аукт, Ян, Якуб і Єжи з Панева;
- Анджей з Однова;
- Ян-Амор Тарновський (1488—1561) до 1559 року;
- Ян Криштоф Тарновський (1537—1567);
- Миколай Сенявський (1567—1570);
- Станіслав Стажеховський (1578);
- Ієронім Філіповський (1584—1587);
- Анджей Тенчинський (1588);
- Ґабріель Тенчинський (1595);
- Адам Александер Стадницький (1605—1615);
- Ієронім Стадницький (1615—1620);
- Станіслав Конецпольський до 1624 року;
- Кшиштоф Конецпольський до 7 квітня 1660 року;
- Ян III Собеський (1660—1696);
- Анджей Миколай Жебровський до 1710 року;
- Адам-Миколай Сенявський (1666—1726) і Єлизавета Любомирська;
- Станіслав Понятовський до 1756 року;
- Казімеж Понятовський (1756-1785).